# Меллор, Уильям
Уильям С. Меллор (англ. William C. Mellor; 29 июня 1903 — 30 апреля 1963) — американский кинооператор. Двукратный лауреат премии «Оскар» за лучшую операторскую работу в фильмах «Место под солнцем» и «Дневник Анны Франк».

## Биография
Родился 29 июня 1903 года в Миссури, США. Начал работать кинооператором с 1934 года. Известен сотрудничеством с кинорежиссёром Джорджом Стивенсом, с которым он работал на фильмах «Место под солнцем», «Гигант», «Дневник Анны Франк» и «Величайшая из когда-либо рассказанных историй». Также работал с Лео Маккэри, Дэвидом Батлером, Энтони Манном, Джоном Стёрджесом и Билли Уайлдером. Состоял в Американском обществе кинооператоров.
Умер от сердечного приступа 30 апреля 1963 года в Лос-Анджелес, США.

## Избранная фильмография
- 1937 — Уступи место завтрашнему дню / Make Way for Tomorrow (реж. Лео Маккэри)
- 1937 — Вальс шампанского / Champagne Waltz (реж. А. Эдвард Сазерленд)
- 1940 — Дорога в Сингапур / Road to Singapore (реж. Виктор Шерцингер)
- 1940 — Великий Макгинти / The Great McGinty (реж. Престон Стёрджес)
- 1942 — Дорога в Марокко / The Road to Morocco (реж. Дэвид Батлер)
- 1951 — Место под солнцем / A Place in the Sun (реж. Джордж Стивенс)
- 1951 — Неизвестный человек / The Unknown Man (реж. Ричард Торп)
- 1953 — Обнажённая шпора / The Naked Spur (реж. Энтони Манн)
- 1955 — Плохой день в Блэк Роке / Bad Day at Black Rock (реж. Джон Стёрджес)
- 1956 — Гигант / Giant (реж. Джордж Стивенс)
- 1956 — Из вечности / Back from Eternity (реж. Джон Фэрроу)
- 1957 — Любовь после полудня / Love in the Afternoon (реж. Билли Уайлдер)
- 1959 — Дневник Анны Франк / The Diary of Anne Frank (реж. Джордж Стивенс)
- 1959 — Насилие / Compulsion (реж. Ричард Флейшер)
- 1961 — Дикарь / Wild in the Country (реж. Филип Данн)
- 1965 — Величайшая из когда-либо рассказанных историй / The Greatest Story Ever Told (реж. Джордж Стивенс)

## Награды и номинации
- Премия «Оскар» за лучшую операторскую работу
  - Лауреат 1952 года за фильм «Место под солнцем»[5]
  - Номинировался в 1958 году за фильм «Пэйтон Плейс[англ.]»[6]
  - Лауреат 1960 года за фильм «Дневник Анны Франк»[7]
  - Номинировался посмертно в 1966 году за фильм «Величайшая из когда-либо рассказанных историй»[8]

- Номинировался на «Золотой глобус» в 1952 году за операторскую работу в фильме «Место под солнцем»[9]